# Calendario germánico
Los calendarios germánicos eran los calendarios regionales utilizados por los primitivos pueblos germánicos, antes de que adoptaran el calendario juliano en la Baja Edad Media.
Los pueblos germánicos tenían sus propias designaciones para los meses las cuales variaban según la región y el dialecto, estas denominaciones fueron posteriormente reemplazadas por adaptaciones locales de los nombres de los meses romanos. Los registros existentes de los nombres de los meses en inglés antiguo y alemán antiguo se remontan a los siglos octavo y noveno, respectivamente. Los registros más antiguos de los nombres de los meses en Nórdico antiguo se remontan al siglo trece. Al igual que la mayoría de los calendarios premodernos, la asociación utilizada en la cultura germánica primitiva posiblemente fue lunisolar. El calendario rúnico desarrollado en la Suecia medieval es luni-solar, fijando el comienzo del año con la primera luna llena luego del solsticio de invierno.
Los nombres de los meses no coinciden, por lo que no es posible postular nombres de una etapa en Germánico común, excepto posiblemente el nombre del mes de la primavera y el del invierno, *austr- y *jehul-. Los nombres de las estaciones son también Germánico común, 
*sumaraz, *harbistoz, *wentrus, y tal vez *wēr- "primavera". Ls denominaciones en Germánico común de "día", "mes" y "año" eran *dagaz, *mēnō-þ- "Luna" y *jǣrom. Los dos últimos provienen de raíces protoindoeuropeas *me(n)ses-, *iero- mientras que *dagaz es una innovación germánica de una raíz que significa "que se encuentra caliente, que quema".
Tácito en su obra Germania (cap. 11) da algunos datos sobre como los pueblos germánicos del siglo I identificaban a los días. En contraste con el uso romano, ellos consideraban que el día comenzaba con la puesta de sol, un sistema que en la Edad Media fue conocido bajo el nombre de "asociación florentina". Este mismo sistema era utilizado por los Galos según se describe en las Guerras galas de César.
"Se juntaban, excepto en caso de una emergencia imprevista, en ciertos días fijos, con la luna nueva o la luna llena; ya que ellos consideraban a estos los días más auspiciosos para realizar transacciones comerciales. En lugar de guiarse por los días como nosotros, ellos se referían a las noches, de esta manera ellos fijaban tanto sus compromisos ordinarios como también los legales. Ellos consideran a la noche como el origen del día."
Por otra parte el concepto de semana, fue adoptado por los romanos, hacia el siglo I, los distintos idiomas germánicos adoptaron el sistema grecorromano de nombrar a los días de la semana según los planetas clásicos, insertando calcos semánticos para los nombres de los planetas, substituyendo los nombres de los dioses germánicos en un proceso denominado interpretatio germanica.

## Nombres de los meses
Probablemente los meses eran lunares. El vocablo "mes" corresponde al inglés antiguo "mónaþ", nórdico antiguo "mánaðr, y alto alemán antiguo "mánód", al igual que el inglés moderno "month" (mes), el islandés moderno "mánuður", el noruego moderno "måned", el sueco moderno "månad", el neerlandés moderno "maand", y el alemán "monat", los cuales son todos derivados de la palabra "moon" (luna), con el sufijo -th. Esta conexión también se da en varios otros idiomas indoeuropeos. 

Una de las principales fuentes de nombres de los meses en inglés antiguo son los escritos del Venerable Beda. Él dejó constancia de los nombres de los meses anglosajones precristianos en su obra en latín conocida como De temporum ratione (De mensibus Anglorum), escrito en 725.
Carlomagno (r. 768-814) modificó el calendario juliano para utilizar los nombres de los meses relacionados con la agricultura en alto alemán antiguo en las zonas bajo su dominio. Los mismos se utilizaron hasta el siglo XV, y su uso continuó en el dialecto popular hasta el siglo XIX.
| Español (juliano romano) [Alemán moderno] | Inglés antiguo / Anglo-Sajón                                                                     | Nórdico antiguo                                                                                   | Alto alemán antiguo (y el equivalente Alto alemán moderno)                                                           | Alemán poético / Carolingio                                                       |
| ----------------------------------------- | ------------------------------------------------------------------------------------------------ | ------------------------------------------------------------------------------------------------- | --- | --------------------------------------------------------------------------------- |
| Enero (Ianuarius) [Januar]                | Æftera Jéola (en honor a Yule) o Jiuli                                                           | Mörsugur (chupar grasa) o Jól (Yule) (la primera mitad del mes) y Þorri (Thor) (la segunda mitad) | Harti-mánód (Alto alemán moderno: Härte monat, español: Mes de la gran helada)                                       | Hartung (Severidad), Eis-mond (Mes del hielo), o Schnee-mond (Mes de la nieve)    |
| Febrero (Februarius) [Februar]            | Sol-mónaþ (mes Sol) o Fillibrook (relleno de arroyos)                                            | Þorri y Gói (Posiblemente Invierno); Kyndilsmessa (vela/encender-misa)                            | Hornung (Hornung, Cornamentas, el cambio de las cornamentas)                                                         | Hornung (Cuernos)                                                                 |
| Marzo (Martius) [März]                    | Hréð-mónaþ (es de la diosa Hréð o Mes de lo salvaje )                                            | Gói y Ein-mánuðr                                                                                  | Lenzin-mánód (Lenz monat, Mes de primavera)                                                                          | Lenzing (Primaveral) o Lenz-mond (Mes de la primavera)                            |
| Abril (Aprilis) [April]                   | Eostur-mónaþ("Mes de Pascua", "Mes primavera") (mes denominado en honor a la diosa Eostre)       | Ein-mánuðr y Harpa                                                                                | Óstar-mánód (Oster monat) ("Ostern (Mes de Pascua)")                                                                 | Oster-mond (ver también: diosa Eostre)                                            |
| Mayo (Maius) [Mai]                        | Þrimilki-mónaþ (Mes de los tres ordeños)                                                         | Harpa y Skerpla                                                                                   | Drímilki (no existe equivalente en NHG), Winni-mánód (Wonne monat)                                                   | Wonne-mond (Mes de la Alegría [Interpretación: Mes de la felicidad])              |
| Junio (Iunius) [Juni]                     | Ærra Líða (Antes del pleno verano)                                                               | Skerpla y Sól-mánuðr (Mes del Sol)                                                                | Bráh-mánód (Brach monat)                                                                                             | Brachet o Brach-mond (Mes del barbecho)                                           |
| (Ninguno; mes bisiesto)                   | Þrilíða (Tercer medio verano)                                                                    | (ninguno)                                                                                         | (ninguno) | (ninguno)                                                                         |
| Julio (Quintilis/Iulius) [Juli]           | Æftera Líða (Luego de la mitad del verano)                                                       | Sól-mánuðr y Heyannir (Mes de Sol, del heno)                                                      | Hewi-mánód o Hou-mánód (ambos Heu monat, mes del heno)                                                               | Heuert o Heu-mond (Mes del heno)                                                  |
| Agosto (Sextilis/Augustus) [August]       | Weod-mónaþ (Mes de las hierbas)                                                                  | Heyannir (mes del heno) y Tvímánuðr (Mes doble)                                                   | Aran-mánód (Ernte monat, Mes de la cosecha)                                                                          | Ernting o Ernte-mond (Cosechando, Mes de los granos / Mes de cosecha)             |
| Septiembre (September) [September]        | Hálig-mónaþ (Mes santo) o Hærfest-mónaþ (mes de la cosecha)                                      | Tví-mánuðr y Haust-mánuðr (Mes de la cosecha/otoño)                                               | Witu-mánód (Holz monat, Mes de la madera); o Herbist-mānōd (Mes de las hojas, Mes de las hierbas, Mes de la cosecha) | Scheiding (Separación) o Herbst-mond (Mes del otoño)                              |
| Octubre (October) [Oktober]               | Winterfylleth (Luna llena de invierno) o Rujern (cosecha del centeno) o Win-mónaþ (Mes del vino) | Haust-manuðr y Gor-mánuðr                                                                         | Windume-mánód (Weinlese monat, Mes de la vendimia)                                                                   | Gilbhart / Gilbhard (Bosque amarillento, ) o Wein-mond (Mes del vino)             |
| Noviembre (November) [November]           | Blót-mónaþ (Mes Blót)                                                                            | Gor-mánuðr y Frer-mánuðr (Mes de la helada)                                                       | Wintar-mánód (Winter monat)                                                                                          | Nebelung (Empañarse) o Nebel-mond (Mes de la niebla) o Winter-mond (Mes invierno) |
| Diciembre (December) [Dezember]           | Ærra Jéola (Antes de Yule) o Jiuli (Yule)                                                        | Frer-mánuðr y Morsugr or Jól (mes Yule)                                                           | (Jul monat) | Jul-mond (Mes Yule) o Heil-mond (Mes santo) o Christ-mond (Mes de Cristo)         |

### Calendario islandés
El antiguo calendario islandés no se utiliza más, pero algunos días festivos anuales aún se calculan a partir de él. Posee 12 meses, divididos en dos grupos de seis a menudo denominados "meses del invierno" y "meses del verano". El calendario se distingue en cuanto a que los meses siempre comienzan el mismo día de la semana en vez de en la misma fecha. Por lo tanto Þorri siempre comenzaba un viernes entre el 9 y el 15 en enero del calendario juliano, Góa siempre comienza un domingo entre el 8 y el 14 de febrero del calendario juliano.
- Skammdegi ("Días cortos")

1. Gormánuður (mediados de octubre - mediados de noviembre, "mes de carneo" o "mes de Gór")
2. Ýlir (mediados de noviembre - mediados de diciembre, "mes Yule")
3. Mörsugur (mediados de diciembre - mediados de enero, "mes de chupar grasa")
4. Þorri (mediados de enero - mediados de febrero, "mes de la nieve congelada")
5. Góa (mediados de febrero - mediados de marzo, "mes de Góa", véase Nór)
6. Einmánuður (mediados de marzo - mediados de abril, "lone" o "mes solitario")

- Náttleysi ("Días sin noches")

1. Harpa (mediados de abril - mediados de mayo, Harpa es un nombre femenino, probablemente el de una diosa olvidada, el primer día del Harpa se celebra el Sumardagurinn fyrsti - primer día del verano)
2. Skerpla (mediados de mayo - mediados de junio, otra diosa olvidada)
3. Sólmánuður (mediados de junio - mediados de julio, "mes del sol")
4. Heyannir (mediados de julio - mediados de agosto, "mes del heno")
5. Tvímánuður (mediados de agosto - mediados de septiembre, "dos" o "segundo mes")
6. Haustmánuður (mediados de septiembre - mediados de octubre, "mes del otoño")